# Czarmonium

Struktura cząstki J/psi składająca się z kwarka i antykwarka powabnego

Czarmonium, kwarkonium powabne, mezon J/Ψ – mezon zawierający kwark i antykwark powabny (ang. charm quark – stąd nazwa mezonu). Żaden ze stanów czarmonium nie jest stabilny ze względu na oddziaływania silne, są zatem cząstkami z grupy rezonansów.
Odkryte w listopadzie 1974 w dwóch niezależnych centrach badawczych: przez grupę Burtona Richtera w SLAC, oraz przez grupę Samuela Tinga z Brookhaven National Laboratory. Odkrycie czarmonium, okrzyknięte mianem "rewolucji listopadowej" w fizyce cząstek elementarnych, było bardzo istotne dla rozwoju tej dziedziny nauki, gdyż dowodziło pośrednio istnienia czwartego rodzaju kwarku, nazywanego powabnym i opisywanego wcześniej teoretycznie. Sukces doświadczalny grup Richtera i Tinga stał się zarazem sukcesem teoretycznej chromodynamiki kwantowej, której przewidywania legitymizował. Richter i Ting zostali za swoje odkrycie uhonorowani Nagrodą Nobla w dziedzinie fizyki w roku 1976. Richter zaproponował oznaczenie nowej cząstki symbolem ψ, Ting optował za literą J – w uznaniu równorzędności odkryć używa się obecnie symbolu J/ψ (czyt. jot/psi; symbole wszystkich pozostałych cząstek elementarnych są jednoliterowe).
Czarmonium, podobnie jak atom wodoru lub pozytonium, może przebywać w wielu różnych stanach kwantowomechanicznych (stopniach wzbudzenia). Różnią się one energią (a zatem również masą spoczynkową) oraz czasem życia. Używa się dla nich oznaczeń ηc, hc, ψ i Χc. Pierwszy ze stanów ψ nosi nazwę J/ψ. Lekkie stany są stosunkowo trwałe ze względu na regułę OZI.